# Khí hậu núi cao

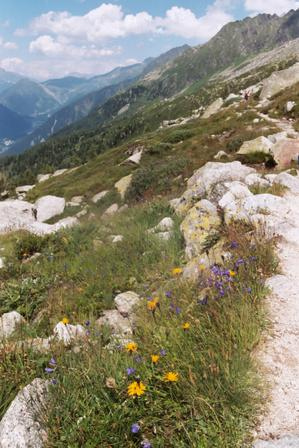
Quần thực vật môi trường núi cao

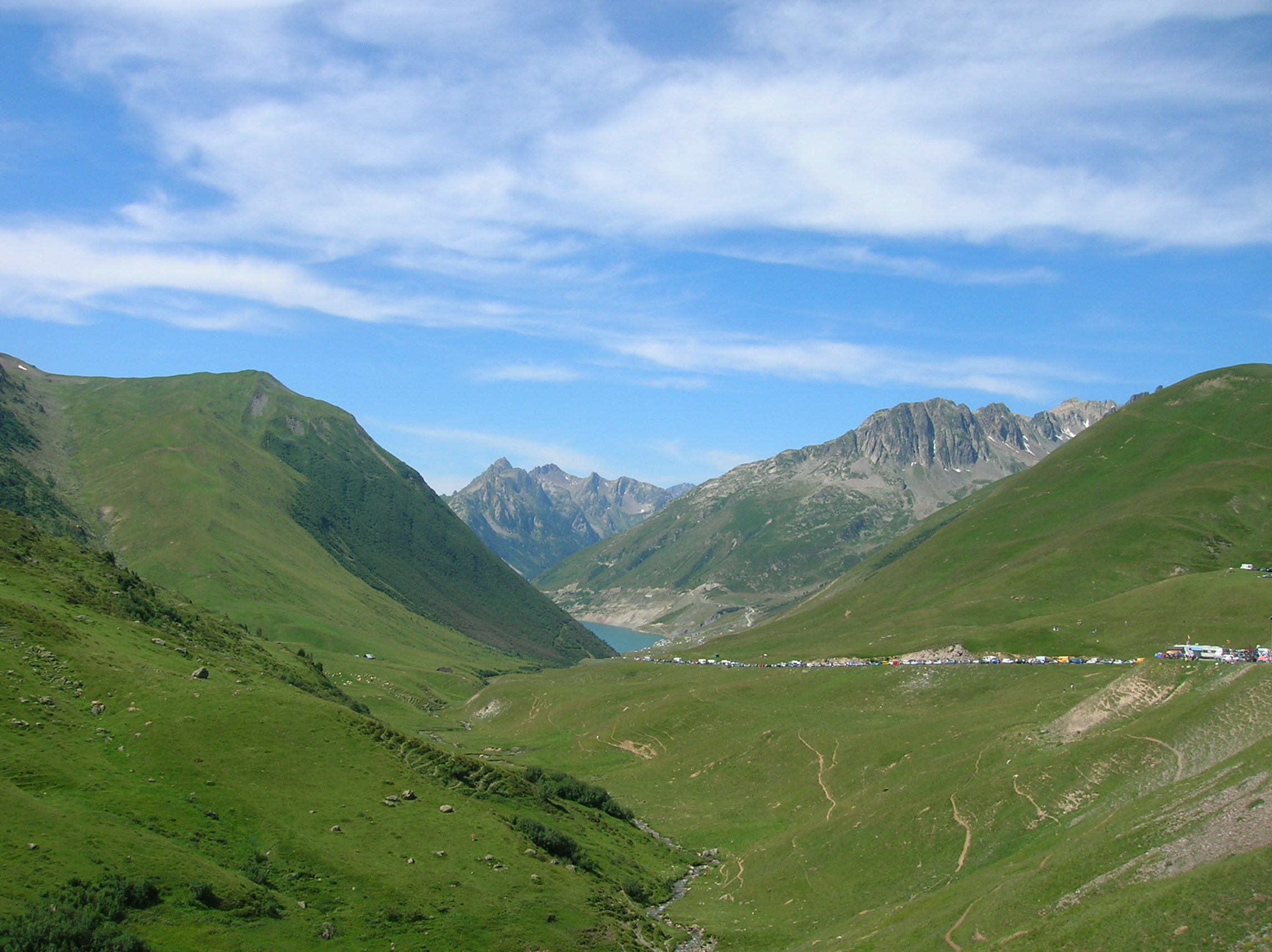
Thung lũng núi cao này nằm cao hơn đường cây thân gỗ.

Khí hậu núi cao là trung bình của thời tiết (tức khí hậu) cho các khu vực nằm cao hơn đường cây thân gỗ. Khí hậu trở thành lạnh lẽo hơn tại các độ cao lớn—đặc trưng này là do tỷ lệ giảm nhiệt của không khí: không khí sẽ có xu hướng lạnh hơn khi lên cao, do nó giãn nở ra. Tỷ lệ giảm đoạn nhiệt khô là 10 °C trên 1 km cao độ. Vì thế, khi di chuyển lên cao 100 m về phía đỉnh núi là gần như tương đương với việc di chuyển 80 km (45' hay 0,75° theo vĩ độ) về phía một trong hai địa cực. Quan hệ này chỉ là gần đúng do các yếu tố khu vực khác như sự cận kề với đại dương có thể thay đổi khí hậu rất nhiều.
Có một số cố gắng nhằm định lượng những gì tạo ra khí hậu núi cao.
Nhà khí hậu học Wladimir Köppen đã chứng minh mối quan hệ giữa đường cây thân gỗ Bắc cực và Nam cực với đường đẳng nhiệt mùa hè 10 °C; nghĩa là các khu vực có nhiệt độ trung bình trong tháng ấm nhất của năm là nằm dưới 10 °C không thể hỗ trợ cho việc cây thân gỗ mọc thành rừng. Xem phân loại khí hậu Köppen để có thêm thông tin.
Tuy nhiên, Otto Nordenskiöld đã tạo ra lý thuyết cho rằng các điều kiện mùa đông cũng đóng vai trò quan trọng: Công thức của ông là W = 9 − 0,1 C, trong đó W là nhiệt độ trung bình trong tháng ấm nhất và C là nhiệt độ trung bình trong tháng lạnh nhất, cả hai đều tính theo độ Celsius (điều này nghĩa là nếu một vị trí nào đó có nhiệt độ trung bình trong tháng lạnh nhất là −20 °C thì tháng ấm nhất phải có nhiệt độ trung bình là 11 °C hay cao hơn để cây thân gỗ có thể tồn tại được ở đó). Đường tạo ra theo công thức của Nordenskiöld có xu hướng nằm ở phía gần vùng cực hơn (phía bắc) so với đường tạo ra theo công thức của Köppen ở các bờ biển phía tây của các châu lục thuộc Bắc bán cầu, và ở phía nam của đường này tại các khối đất nằm bên trong đại lục, và xấp xỉ cùng đường này ở các vùng bờ biển phía đông của cả châu Á lẫn Bắc Mỹ. Tại Nam bán cầu, toàn bộ Tierra del Fuego (quần đảo ở cực nam của Nam Mỹ) đều nằm ngoài khu vực vùng cực theo hệ thống Nordenskiöld, nhưng một phần các đảo (như Ushuaia, Argentina) lại được xếp vào khí hậu cận Nam cực theo hệ thống Köppen.
Năm 1947, Holdridge đã cải tiến các sơ đồ này, bằng cách định nghĩa nhiệt độ sinh học: là nhiệt độ trung bình hàng năm, trong đó mọi nhiệt độ dưới 0 °C được coi như là 0 °C (do nó không tạo ra khác biệt gì đối với sự sống của thực vật, đều ở trạng thái ngủ). Nếu nhiệt độ sinh học nằm trong khoảng 1,5 °C và 3 °C, Holdridge xác định nó như là khí hậu núi cao (hay khí hậu cận cực, nếu như nhiệt độ thấp là do vĩ độ lớn).